# 켄데 레죄
켄데 레죄(헝가리어: Kende Rezső, 1908년 12월 31일 ~ 2011년 6월 29일)는 헝가리의 체조 선수이다.